# 179
| Calendário gregoriano                                                        | 179 CLXXIX                      |
| Ab urbe condita                                                              | 932                             |
| Calendário arménio                                                           | -373 – -372                     |
| Calendário bahá'í                                                            | -1665 – -1664                   |
| Calendário budista                                                           | 723                             |
| Calendário chinês                                                            | 2875 – 2876                     |
| Calendário copta                                                             | -105 – -104                     |
| Calendário etíope                                                            | 171 – 172                       |
| Calendários hindus - Vikram Samvat - Calendário nacional indiano - Cáli Iuga | 234 – 235 100 – 101 3279 – 3280 |
| Calendário Holoceno                                                          | 10179                           |
| Calendário islâmico                                                          | 457 BH – 456 BH                 |
| Calendário judaico                                                           | 3939 – 3940                     |
| Calendário persa                                                             | 443 BP – 442 BP                 |
| Calendário rúnico                                                            | 429                             |
| Calendário solar tailandês                                                   | 722                             |

179 (CLXXIX na numeração romana) foi um ano comum do século II do Calendário Juliano, da Era de Cristo, a sua letra dominical foi D (53 semanas), teve início e término numa quinta-feira
| Ano completo                        |
| ----------------------------------- |
| Ano comum com início à quinta-feira |